# Vando
Edivan Fernandes de Almeida (Monte Santo, 16 de junho de 1955), mais conhecido como Vando, é um político brasileiro.